# 1656
سنة 1656 كانت سنة كبيسة تبدأ يوم السبت (الرابط يظهر نموذج التقويم الكامل للسنة) من التقويم اليولياني.

## مواليد
- إدموند هالي

## وفيات
- جون الرابع ملك البرتغال
- مسعود مسيح الكاشاني